# Archeo
Archeo je textová hra pro počítače Sinclair ZX Spectrum a kompatibilní (například Didaktik). Jedná se o hru českého původu, jejími autory jsou Pavel Macek a Ladislav Schön. Vydavatelem hry byla společnost Proxima – Software v. o. s., hra byla vydána v roce 1993 jako součást souboru her Heroes.
Jedná o textovou hru, která je ovládána pomocí menu. Hráč je v roli profesora gymnázia zajímajícího se o Mayskou civilizaci, který se vydal na poloostrov Yucatán. Jeho cílem je najít vzácné rukopisy této civilizace. Část hry se odehrává v podzemí, kde hráč potřebuje svítilnu, v níž ale postupně ubývá energie. Také má k dispozici fotoaparát, počet snímků, které může udělat, je ale omezený stavem baterií.